# Sei gesegnet ohne Ende
Sie gesegnet ohne Ende (in tedesco: Sii benedetta all'infinito), è stato l'inno della Prima repubblica austriaca dal 1929 al 1938. Il testo dell'inno fu scritto da  Ottokar Kernstock nel 1920 sulle note del Kaiserhymne di Joseph Haydn. 

## Testo
Sei gesegnet ohne Ende,
Heimaterde wunderhold!
Freundlich schmücken dein Gelände
Tannengrün und Ährengold.
Deutsche Arbeit, ernst und ehrlich,
Deutsche Liebe, zart und weich,
Vaterland, wie bist du herrlich,
Gott mit dir, mein Österreich!
Keine Willkür, keine Knechte,
Off′ne Bahn für jede Kraft!
Gleiche Pflichten, gleiche Rechte,
Frei die Kunst und Wissenschaft!
Starken Mutes, festen Blickes,
Trotzend jedem Schicksalsstreich
Steig empor den Pfad des Glückes,
Gott mit dir, mein Österreich!
Lasst, durch keinen Zwist geschieden,
Uns nach einem Ziele schau′n,
Lasst in Eintracht und in Frieden
Uns am Heil der Zukunft bau′n!
Uns′res Volkes starke Jugend
Werde ihren Ahnen gleich,
Sei gesegnet, Heimaterde,
Gott mit dir, mein Österreich!

### Traduzione
o madrepatria meravigliosa!
 
Adornino amichevolmente il tuo territorio
 
Il verde degli abeti e l’oro delle spighe.
 
Lavoro tedesco, serio ed onesto,
 
Amore tedesco, delicato e dolce.
 
O Patria, come sei splendida!
 
Dio sia con te, o mia Austria!»